# Klaaswaal
Klaaswaal is een dorp en voormalige gemeente in de Nederlandse provincie Zuid-Holland, gelegen in de gemeente Hoeksche Waard. Op 1 januari 1984 ging de gemeente Klaaswaal samen met de gemeente Numansdorp op in de destijds nieuwe gemeente Cromstrijen. Het dorp heeft ruim 4.145 inwoners.

## Geschiedenis
In 1539 werd de polder Het Westmaas Nieuwland bedijkt. De ambachtsheren reserveerden een deel van het gewonnen land voor het stichten van het dorp Claeswael. Langs de Voorstraat, haaks op de zeedijk, ontstond de eerste bebouwing. Aan het einde van deze voorstraat werd in 1566 de kerk gebouwd. De kerk is gebouwd als katholieke kerk, maar de pastoor van Strijen vond het te ver om er diensten te verzorgen.
De gemeenschap heeft toen een predikant aangetrokken, en er werden protestantse diensten gehouden.
In 1602 kwam de inpoldering van de Nieuw-Cromstrijense polder gereed. Sindsdien ligt Klaaswaal niet meer aan het Hollandsch Diep.

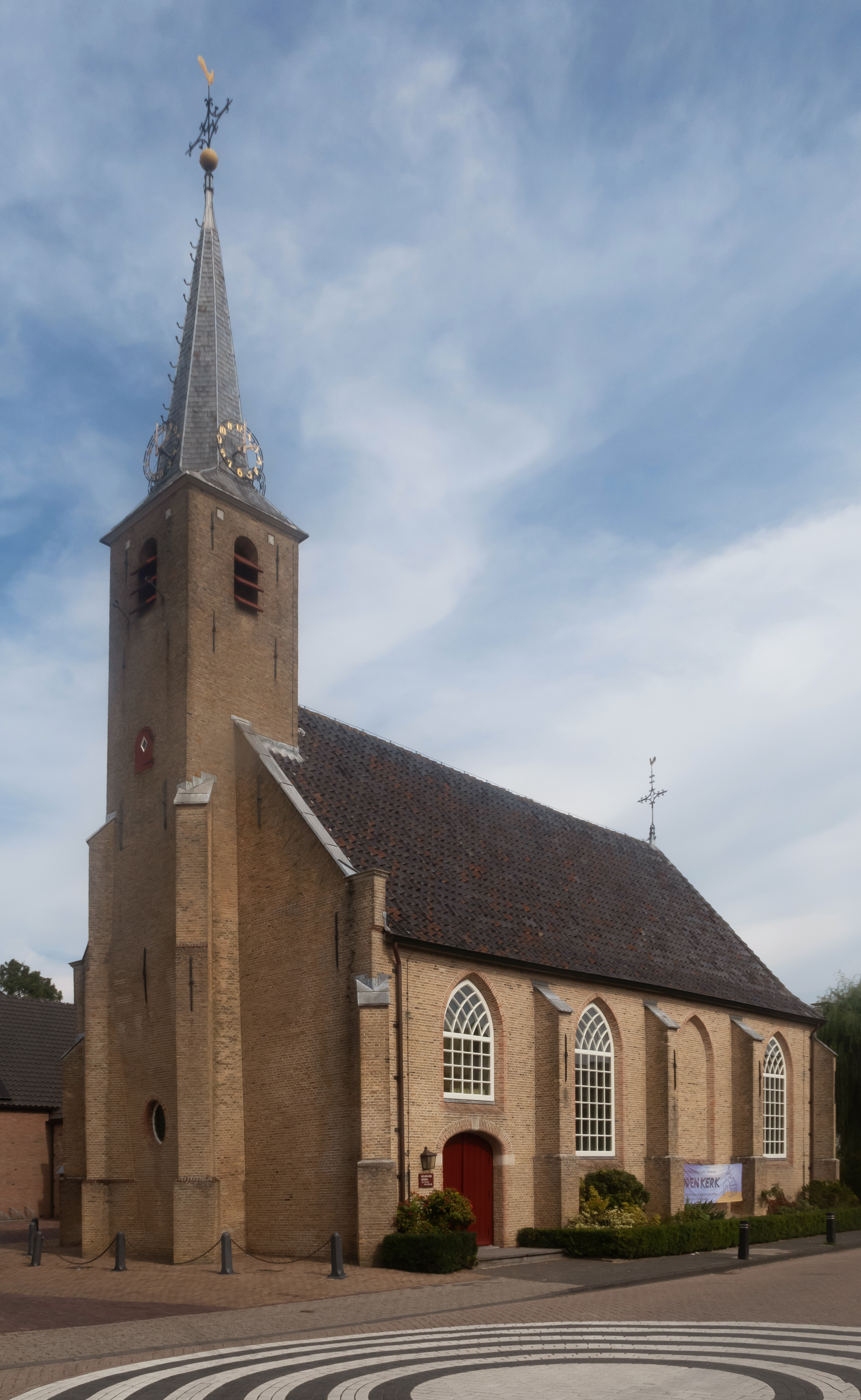
Nederlands Hervormde kerk

## Johan Barthold Jongkind
De schilder Jongkind bezocht Klaaswaal diverse malen. Hij logeerde dan bij zijn zuster op de pastorie.

## Geboren
- Laurens Looy (1903-1976), burgemeester
- Dirk Koster (1923-2006), musicus
- Jo de Haan (1936-2006), wielrenner
- Zusjes Van Wanrooy (1957 en 1961), accordeonisten